# 桃乃誉
桃乃 誉（ももの ほまれ、1994年2月9日 - ）は、日本の元AV女優。
趣味・特技:ピアノ、カラオケ、バスケ。

## 略歴・人物
東京都出身。2013年7月、ビデオメーカー・マックス・エーの専属女優としてデビュー。所属事務所はマークスジャパン。
2014年2月以降の新作発売がない。

## 出演作品

### アダルトDVD
2013年
- 某通販サイトで一番売れたHカップイメグラポチャドル、遂にAV承諾ッ!!（7月12日、マックス・エー）※デビュー作
- ポチャドル Hcup 爆乳&肉狭射（8月9日、マックス・エー）
- Hカップ ふっくら女子の激イカセ（9月13日、マックス・エー）
- おっぱいデカイだけの女教師（10月11日、マックスエー）
- おっぱいナースのいけないサービス♥（11月8日、マックス・エー）
- 最高級ポチャドール、ソープでおもてなし（12月13日、マックス・エー）

2014年
- おっぱいカテキョの密着個人授業（1月10日、マックス・エー）
- 濡れた秘肉（1月13日、E-BODY）
- MAX-A専属モデルの ハメ撮りSEX 撮り下ろしプライベート 4時間（1月24日、マックス・エー）他出演:藤嶋唯、南紗彩、松田千里、司ミコト、長瀬あおい
- 女子校生肉便器集団レイプ（2月21日、TMA）他出演:藤原ひとみ、愛須心亜
- JKリフレの密室でレイプしその一部始終を収めた投稿映像（2月21日、I.B.WORKS）他出演:藤原ひとみ、愛須心亜

### イメージDVD
- 初裸 50（2013年6月13日、グラッツコーポレーション）
- Hカップ爆乳アイドル桃乃誉の発禁・お蔵入り映像を遂に解禁!!（2013年8月23日、pistil）